# کیتن ناتیویداد
کیتن ناتیویداد (انگلیسی: Kitten Natividad؛ زاده ۱۴ فوریهٔ ۱۹۴۸) بازیگر پورنوگرافی اهل مکزیک است.